# Don Adams (baloncestista)
Donald Lamar "Don" Adams (Atlanta, Georgia, 27 de noviembre de 1947-Troy, Míchigan, 25 de diciembre de 2013) fue un baloncestista estadounidense que jugó seis temporadas en la NBA y una más en la ABA. Con 1,98 metros de estatura, jugaba en la posición de alero.

## Trayectoria deportiva

### Universidad
Jugó durante tres temporadas con los Wildcats de la Universidad Northwestern.

### Profesional
Fue elegido en la posición 120, en la octava ronda del 1970 por San Diego Rockets, y también por los Carolina Cougars en una de las últimas rondas del draft de la ABA, acabando por comprometerse con los primeros. Allí jugó una temporada, en la que promedió 11,4 puntos y 7,1 rebotes por partido, el segundo mejor en este aspecto del equipo tras Elvin Hayes.
Poco después de comenzada la temporada 1971-72 y con el equipo convertido ya en Houston Rockets, fue traspasado junto con Larry Siegfried a Atlanta Hawks a cambio de John Vallely y Jim Davis. En los Hawks completó una buena campaña, acabando con 11,7 puntos y 7,1 rebotes por partido.
Al año siguiente se repitió la historia, ya que al poco del comienzo del campeonato fue traspasado a Detroit Pistons a cambio de una futura ronda del draft de 1973. Allí permaneció 3 temporadas, llegando a ser titular en la 1973-74, en la que promedió 10,3 puntos y 6,1 rebotes por partido. Tras ser despedido en febrero de 1975, ficha para el resto de la temporada con los Spirits of St. Louis de la ABA, jugando parte de la siguiente hasta que los Pistons, que tenían sus derechos en la NBA, lo traspasan a Buffalo Braves, donde jugaría dos temporadas más antes de retirarse definitivamente.

## Estadísticas de su carrera en la NBA

### Temporada regular
| Temporada | Edad | Equipo               | Liga  | P   | TIT | MIN  | TC  | TCA  | %TC  | 3P  | 3PA | %3P  | TL  | TLA | %TL  | R.OF. | R.DEF. | REB | ASIS | ROB | TAP | PER | FP  | PTS  |
| 1970-71   | 23   | San Diego Rockets    | NBA   | 82  |     | 29.0 | 4.8 | 11.7 | .409 |     |     |      | 1.9 | 2.6 | .731 |       |        | 7.1 | 2.1  |     |     |     | 4.2 | 11.4 |
| 1971-72   | 24   | TOTAL                | NBA   | 73  |     | 28.4 | 4.3 | 10.9 | .392 |     |     |      | 2.8 | 3.8 | .745 |       |        | 6.9 | 1.9  |     |     |     | 3.6 | 11.4 |
| 1971-72   | 24   | Houston Rockets      | NBA   | 3   |     | 13.7 | 2.0 | 6.3  | .316 |     |     |      | 0.3 | 0.7 | .500 |       |        | 2.7 | 1.0  |     |     |     | 2.3 | 4.3  |
| 1971-72   | 24   | Atlanta Hawks        | NBA   | 70  |     | 29.0 | 4.4 | 11.1 | .394 |     |     |      | 2.9 | 3.9 | .747 |       |        | 7.1 | 2.0  |     |     |     | 3.7 | 11.7 |
| 1972-73   | 25   | TOTAL                | NBA   | 74  |     | 25.3 | 3.6 | 9.2  | .391 |     |     |      | 2.0 | 2.5 | .788 |       |        | 6.0 | 1.6  |     |     |     | 3.1 | 9.1  |
| 1972-73   | 25   | Atlanta Hawks        | NBA   | 4   |     | 19.0 | 2.0 | 9.5  | .211 |     |     |      | 1.8 | 2.0 | .875 |       |        | 5.5 | 1.3  |     |     |     | 2.8 | 5.8  |
| 1972-73   | 25   | Detroit Pistons      | NBA   | 70  |     | 25.7 | 3.7 | 9.1  | .402 |     |     |      | 2.0 | 2.5 | .784 |       |        | 6.0 | 1.6  |     |     |     | 3.1 | 9.3  |
| 1973-74   | 26   | Detroit Pistons      | NBA   | 74  |     | 31.1 | 4.1 | 10.0 | .408 |     |     |      | 2.1 | 2.7 | .761 | 1.8   | 4.3    | 6.1 | 1.9  | 1.5 | 0.2 |     | 3.3 | 10.3 |
| 1974-75   | 27   | TOTAL                | TOTAL | 67  |     | 25.6 | 2.5 | 6.2  | .409 | 0.0 | 0.0 | .000 | 0.9 | 1.5 | .620 | 1.3   | 3.4    | 4.7 | 1.9  | 1.2 | 0.3 | 0.4 | 3.2 | 6.0  |
| 1974-75   | 27   | Detroit Pistons      | NBA   | 51  |     | 27.0 | 2.5 | 6.2  | .403 |     |     |      | 0.9 | 1.5 | .577 | 1.2   | 3.5    | 4.8 | 1.5  | 1.4 | 0.4 |     | 3.5 | 5.9  |
| 1974-75   | 27   | Spirits of St. Louis | ABA   | 16  |     | 21.4 | 2.6 | 6.1  | .429 | 0.0 | 0.1 | .000 | 1.1 | 1.4 | .773 | 1.3   | 2.9    | 4.3 | 3.4  | 0.8 | 0.1 | 1.7 | 2.4 | 6.3  |
| 1975-76   | 28   | TOTAL                | TOTAL | 76  |     | 18.8 | 2.2 | 5.5  | .394 | 0.0 | 0.0 | .000 | 1.4 | 1.8 | .736 | 1.1   | 2.4    | 3.4 | 2.1  | 0.9 | 0.2 | 0.7 | 2.7 | 5.7  |
| 1975-76   | 28   | Spirits of St. Louis | ABA   | 20  |     | 36.3 | 5.0 | 12.6 | .394 | 0.0 | 0.1 | .000 | 3.2 | 4.2 | .759 | 2.2   | 3.6    | 5.8 | 4.4  | 1.9 | 0.4 | 2.6 | 4.0 | 13.1 |
| 1975-76   | 28   | Buffalo Braves       | NBA   | 56  |     | 12.6 | 1.2 | 3.0  | .394 |     |     |      | 0.7 | 1.0 | .702 | 0.7   | 1.9    | 2.6 | 1.3  | 0.5 | 0.1 |     | 2.3 | 3.1  |
| 1976-77   | 29   | Buffalo Braves       | NBA   | 77  |     | 22.2 | 2.8 | 6.8  | .411 |     |     |      | 1.7 | 2.2 | .746 | 1.7   | 3.1    | 4.8 | 1.9  | 1.0 | 0.2 |     | 2.6 | 7.3  |
| Total     |      |                      | TOTAL | 523 |     | 25.8 | 3.5 | 8.7  | .402 | 0.0 | 0.1 | .000 | 1.8 | 2.5 | .741 | 1.5   | 3.3    | 5.6 | 1.9  | 1.1 | 0.2 | 2.2 | 3.3 | 8.8  |
|           |      |                      | NBA   | 487 |     | 25.5 | 3.5 | 8.6  | .402 |     |     |      | 1.8 | 2.4 | .739 | 1.4   | 3.3    | 5.6 | 1.8  | 1.1 | 0.2 |     | 3.3 | 8.7  |
|           |      |                      | ABA   | 36  |     | 29.6 | 3.9 | 9.7  | .404 | 0.0 | 0.1 | .000 | 2.2 | 2.9 | .762 | 1.8   | 3.3    | 5.1 | 3.9  | 1.4 | 0.3 | 2.2 | 3.3 | 10.1 |

### Playoffs
| Temporada | Edad | Equipo               | Liga  | P  | MIN | TCA | TC  | 3PA | 3P | TLA | TL | R.OF. | REB | ASIS | ROB | TAP | PER | FP  | PTS | %TC  | %3P | %FT  | MIN  | PTS | REB | AST |
| 1971-72   | 24   | Atlanta Hawks        | NBA   | 6  | 188 | 20  | 56  |     |    | 16  | 23 |       | 38  | 12   |     |     |     | 25  | 56  | .357 |     | .696 | 31.3 | 9.3 | 6.3 | 2.0 |
| 1973-74   | 26   | Detroit Pistons      | NBA   | 7  | 256 | 28  | 73  |     |    | 8   | 14 | 17    | 51  | 20   | 6   | 1   |     | 26  | 64  | .384 |     | .571 | 36.6 | 9.1 | 7.3 | 2.9 |
| 1974-75   | 27   | Spirits of St. Louis | ABA   | 10 | 301 | 35  | 82  | 0   | 0  | 20  | 28 | 12    | 47  | 46   | 17  | 11  | 28  | 32  | 90  | .427 |     | .714 | 30.1 | 9.0 | 4.7 | 4.6 |
| 1975-76   | 28   | Buffalo Braves       | NBA   | 9  | 122 | 15  | 36  |     |    | 6   | 7  | 8     | 27  | 13   | 2   | 0   |     | 23  | 36  | .417 |     | .857 | 13.6 | 4.0 | 3.0 | 1.4 |
| Total     |      |                      | TOTAL | 32 | 867 | 98  | 247 | 0   | 0  | 50  | 72 | 37    | 163 | 91   | 25  | 12  | 28  | 106 | 246 | .397 |     | .694 | 27.1 | 7.7 | 5.1 | 2.8 |
|           |      |                      | NBA   | 22 | 566 | 63  | 165 |     |    | 30  | 44 | 25    | 116 | 45   | 8   | 1   |     | 74  | 156 | .382 |     | .682 | 25.7 | 7.1 | 5.3 | 2.0 |
|           |      |                      | ABA   | 10 | 301 | 35  | 82  | 0   | 0  | 20  | 28 | 12    | 47  | 46   | 17  | 11  | 28  | 32  | 90  | .427 |     | .714 | 30.1 | 9.0 | 4.7 | 4.6 |